# Luís Galego
Luís Galego est un joueur d'échecs portugais né le 25 avril 1966 à Porto. 
Au 1er février 2018, Galego est le deuxième joueur portugais avec un classement Elo de 2 481 points.

## Biographie et carrière
Grand maître international depuis 2002, il a remporté le championnat du Portugal à cinq reprises (en 1994, 2002, 2004, 2005 et 2012) et le tournoi C du mémorial Capablanca 1994 à Matanzas. En 2006, il finit 2e-9e du championnat open de l'Union européenne remporté par Nigel Short.
Galego a représenté le Portugal lors de treize olympiades (de 1990 à 2012 et en 2016),.